# Earl Talbot

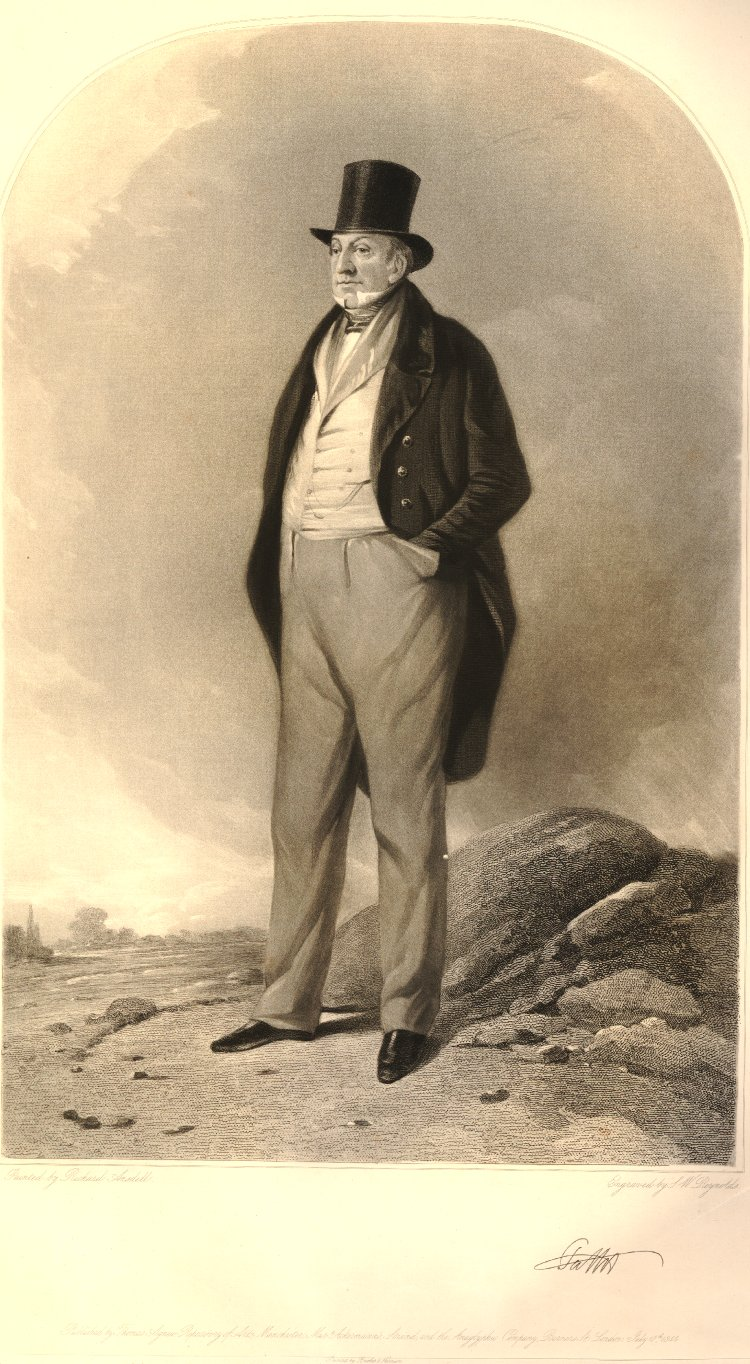
Charles Chetwynd-Talbot, 2. Earl Talbot

Earl Talbot ist ein erblicher britischer Adelstitel in der Peerage of Great Britain. Der Titel wurde bisher zweimal, 1761 und 1784, verliehen. Der Titel der ersten Verleihung ist 1782 erloschen.
Historischer Familiensitz der Earls war bis 1789 Hensol Castle im Vale of Glamorgan in Wales.

## Erste Verleihungen
In erster Verleihung wurde der Titel am 19. März 1761 für William Talbot, 2. Baron Talbot of Hensol geschaffen. Er hatte bereits 1737 von seinem Vater Charles Talbot, 1. Baron Talbot of Hensol, dessen am 5. Dezember 1733 geschaffenen Titel und Baron Talbot of Hensol, in the County of Glamorgan, geerbt. 1780 wurde ihm zusätzlich der Titel Baron Dynevor, of Dynevor in the County of Carmarthen verliehen. Letzterer war im Gegensatz zu den übrigen vorgenannten Titeln mit dem besonderen Zusatz verliehen worden, dass er in Ermangelung männlicher Nachkommen auch an dessen Tochter Cecil Rice vererbbar sei. Alle genannten Titel gehören zur Peerage of Great Britain.
Als der 1. Earl erster Verleihung 1782 ohne männliche Nachkommen starb, erlosch sein Earlstitel. Der Titel Baron Dynevor fiel an seine Tochter Cecil Rice, der Titel Baron Talbot of Hensol an seinen Neffen John Talbot († 1782), den Sohn seines jüngeren Bruders John Talbot († 1756).

## Zweite Verleihung
Am 3. Juli 1784 wurde die Earlswürde für John Talbot, 3. Baron Talbot of Hensol wiederhergestellt. Er wurde in zweiter Verleihung zum Earl Talbot, of Hensol in the County of Glamorgan, sowie zum Viscount of Ingestre, in the County of Stafford erhoben. Beide Titel gehören zur Peerage of Great Britain. Der Titel Viscount Ingestre wird seither auch als Höflichkeitstitel vom jeweiligen Titelerben geführt. Lord Talbot erreichte mit königlicher Lizenz 1786, dass er Nachnamen und Wappen seiner Mutter Catherine Chetwynde in den seinen aufnehmen durfte.
Der 3. Earl zweiter Verleihung erbte 1856 beim Tod seines entfernten Verwandten Bertram Talbot, 17. Earl of Shrewsbury, 17. Earl of Waterford dessen zur Peerage of England gehörenden Titel Earl of Shrewsbury, seinen zur Peerage of Ireland gehörenden Titel Earl of Waterford sowie die dazugehörigen nachgeordneten Titel. Die drei Earlwürden sind seither in Personalunion vereinigt.

## Liste der Earls Talbot und Barone Talbot of Hensol

### Barone Talbot of Hensol (1733)
- Charles Talbot, 1. Baron Talbot of Hensol (1685–1737)
- William Talbot, 2. Baron Talbot of Hensol (1710–1782) (1761 zum Earl Talbot erhoben)

### Earls Talbot, erste Verleihung (1761)
- William Talbot, 1. Earl Talbot (1710–1782)

### Barone Talbot of Hensol (1733; Fortsetzung)
- John Chetwynd-Talbot, 3. Baron Talbot of Hensol (1749–1793) (1784 zum Earl Talbot erhoben)

### Earls Talbot, zweite Verleihung (1784)
- John Chetwynd-Talbot, 1. Earl Talbot (1749–1793)
- Charles Chetwynd-Talbot, 2. Earl Talbot (1777–1849)
- Henry Chetwynd-Talbot, 18. Earl of Shrewsbury, 18. Earl of Waterford, 3. Earl Talbot (1803–1868)
- Charles Chetwynd-Talbot, 19. Earl of Shrewsbury, 19. Earl of Waterford, 4. Earl Talbot (1830–1877)
- Charles Chetwynd-Talbot, 20. Earl of Shrewsbury, 20. Earl of Waterford, 5. Earl Talbot (1860–1921)
- John Chetwynd-Talbot, 21. Earl of Shrewsbury, 21. Earl of Waterford, 6. Earl Talbot (1914–1980)
- Charles Chetwynd-Talbot, 22. Earl of Shrewsbury, 22. Earl of Waterford, 7. Earl Talbot (* 1952)

Titelerbe (Heir apparent) ist der Sohn des jetzigen Earls, James Chetwynd-Talbot, Viscount Ingestre (* 1978).